# Zaitunia kunti
Espèce
Zaitunia kunti est une espèce d'araignées aranéomorphes de la famille des Filistatidae.

## Distribution
Cette espèce se rencontre en Turquie et à Chypre.

## Description
Le mâle holotype mesure 3,05 mm et la femelle paratype 2,54 mm.

## Étymologie
Cette espèce est nommée en l'honneur de Kadir Boğaç Kunt.

## Publication originale
- Zonstein & Marusik, 2016 : A revision of the spider genus Zaitunia (Araneae, Filistatidae). European Journal of Taxonomy, vol. 214, p. 1-97 (texte intégral).